# Wilhelm Sagemüller

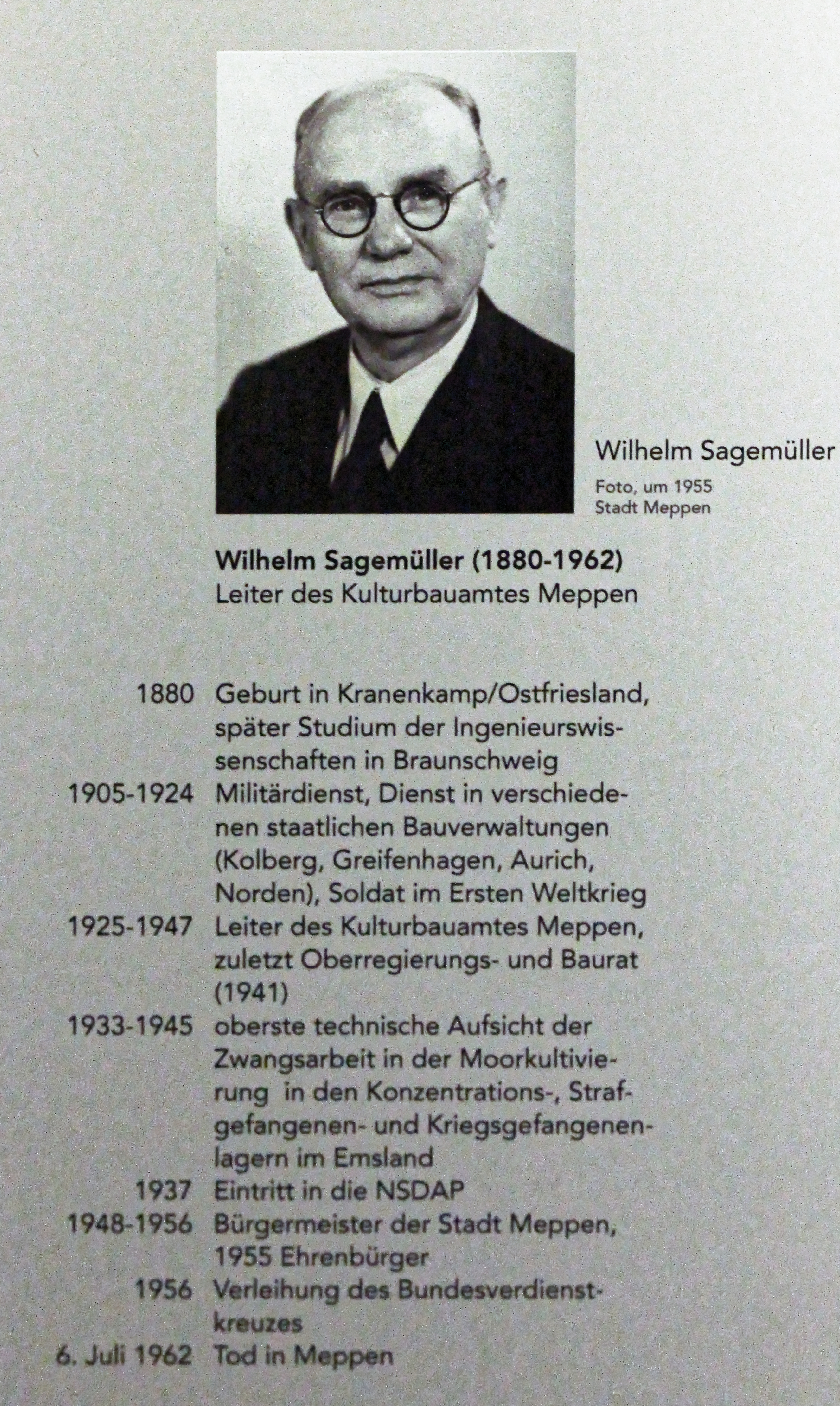
Tafel zu Wilhelm Sagemüller

Wilhelm Sagemüller (* 6. September1880 in Kranenkamp (Ostfriesland); † 6. Juli 1962 in Meppen) war ein Wasserbauingeneur. Von 1933 bis 1945 leitete er das für die Moorkultivierung zuständige Wasserwirtschaftsamt. In dieser Funktion war er mitverantwortlich für das System der Emslandlager, in denen zwischen 20.000 und 30.000 Menschen den Tod fanden. Nach der Zeit des Nationalsozialismus war er von 1948 bis 1956 ehrenamtlicher Bürgermeister der Stadt Meppen (CDU).

## Leben
Sagemüller wurde in Krankenkamp im heutigen Landkreis Friesland geboren. Er besuchte die Volksschule in Steinhausen (heute Bockhorn) und die Oberrealschule in Oldenburg. Nach dem Abitur studierte er Ingenieurwissenschaften an der Technischen Hochschule in Braunschweig schloss das Studium 1905 als Wasserbauingenieur ab. Anschließend leistete er für ein Jahr den freiwilligen Militärdienst in Wilhelmshaven.
Er diente in verschiedenen Bauverwaltungen in Kohlberg, Greifenhagen, Aurich und Norden. 1910 wurde er zum Königlichen Regierungsbaumeister ernannt. Er war Soldat im Ersten Weltkrieg. 1919 wurde er zu den Wasserbauämtern in Aurich und Norden versetzt. Von 1925 bis 1947 war er Leiter des Wasserwirtschaftsamts in Meppen; seit 1941 auch Oberregierungs- und Baurat.

## Verstrickung in die NS-Unrechtsherrschafts und das System der Emslandlager
Sagemüller nutzte 1937 das Ende des Aufnahmestopps, um in die NSDAP einzutreten. Zuvor war er bereits Mitglied anderer NS-Gliederungen geworden. Als Leiter des Wasserwirtschaftsamts hatte er die oberste technische Aufsicht der Zwangsarbeit im Rahmen der Moorkultivierung in den Konzentrations-, Strafgefangenen- und Kriegsgefangenenlagern im Emsland inne. Nach Feststellungen einer historischen Untersuchung durch die Universität Osnabrück war Sagemüller „eine Schlüsselfigur in Sachen Emslandlager […] und hatte keine Bedenken an seiner Teilhabe am Terror- und Unrechtssystem.“
Bei den Arbeiten im Moor schlugen die Anweiser im Auftrag von Sagemüller die Inhaftierten mit Knüppeln. Auf seine Anweisung hin wurden die Essensportionen reduziert, wenn die Lagerinsassen das elfstündige Arbeitspensum nicht schafften. In den 15 Emslandlagern starben zwischen 20.000 und 30.000 der insgesamt 180.000 Inhaftierten.

## Nach 1945
Die britische Militärregierung hatte gegen eine Weiterbeschäftigung Sagemüllers nach dem Zweiten Weltkrieg keine Einwände. Von 1948 bis 1956 war Sagemüller für die CDU ehrenamtlicher Bürgermeister der Stadt Meppen. Am 4. August 1952 wurde ihm das Verdienstkreuz mit Bande der Bundesrepublik Deutschland verliehen. Vorgeschlagen hatte die Ehrung der niedersächsische Ministerpräsident und der Landesminister für Ernährung, Landwirtschaft und Forsten. Sie begründeten dies mit seinen Verdiensten in der Kommunalpolitik und seiner Arbeit in der Wasserwirtschaftsverwaltung. 1955 verlieh die Stadt Meppen Sagemüller die Ehrenbürgerschaft.
Im Jahr 2014 ließ die Stadt Meppen die Verstrickung von Sagemüller in die NS-Unrechtsherrschaft und das System der Emslandlager durch die Universität Osnabrück aufarbeiten. In der Folge wurde ihm im September 2014 die Ehrenbürgerschaft durch einstimmigen Beschluss des Stadtrats aberkannt. Ende März 2015 wurde die 1991 nach Sagemüller benannte Straße in Meppen auf den SPD-Politiker Hermann Proske umgewidmet; die vorhergehende Entscheidung des Stadtrates erfolgte einstimmig.